# Kaimanawa Mountains
Die Kaimanawa Mountains liegen zentral auf der Nordinsel Neuseelands.
Sie grenzen im Norden an die westlichen Teile der Kaweka Range und erstrecken sich vom Südende des Lake Taupō ca. 50 km bis zu den Ruahine Range im Süden. 
Durch die drei Vulkane Mount Ruapehu, Mount Ngauruhoe und Mount Tongariro, vom Regen abgeschirmt, ist der nördliche Bereich so arm an Niederschlag, dass der New Zealand State Highway 1 in diesem Bereich „Desert Road“ und das Gebiet Rangipo Desert genannt wird. 
Die weiter südlich gelegenen Gebiete der Kaimanawa Range sind weniger unwirtlich; 
große Teile der Landschaft befinden sich in Privatbesitz, was eher untypisch für neuseeländische Berglandschaften ist.